# Draadtap

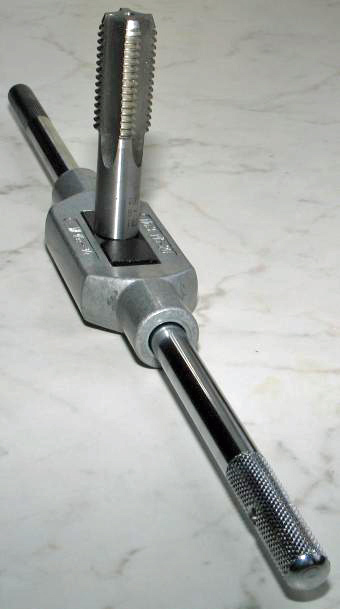
Draadtap met wringijzer

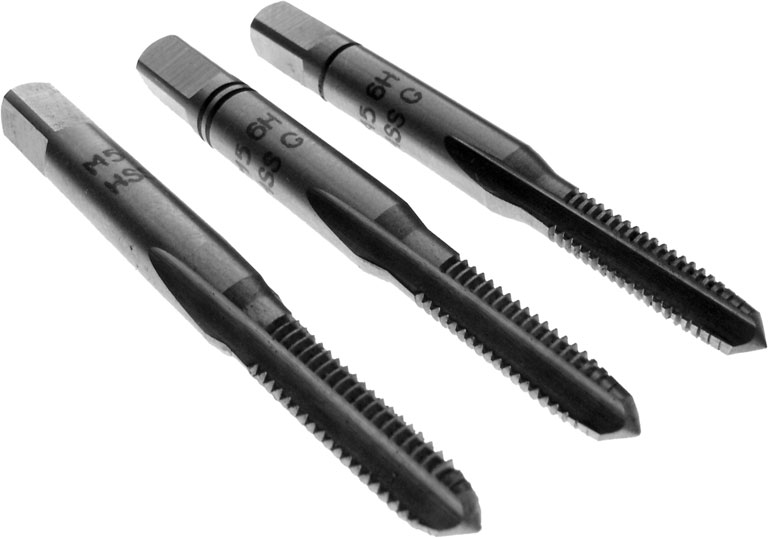
Handtapset met v.l.n.r: nasnijder, middensnijder en voorsnijder

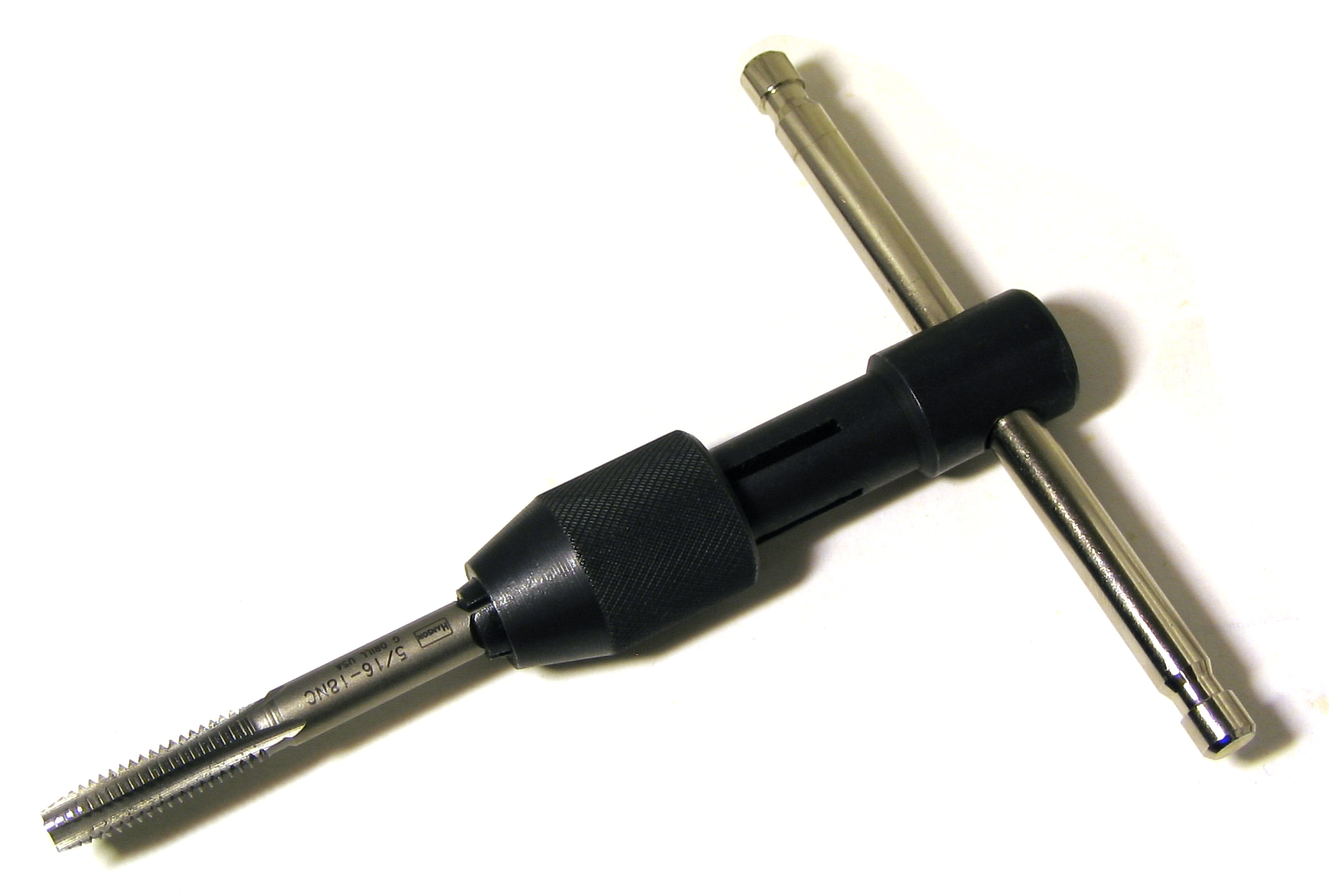
Draadtap met tapkrukje

Een draadtap of kortweg tap is een schroefvormig stuk gereedschap dat wordt gebruikt voor het maken van een inwendige schroefdraad. Het snijden van schroefdraad in een geboord gat heet 'tappen'.
Een tap is doorgaans gemaakt van snelstaal (High Speed Steel - HSS). Evenals draadsnijplaten, die gebruikt worden bij het snijden van uitwendige schroefdraad, hebben draadtappen enige rijen speciaal geslepen snijtandjes voor het verspanen van het werkstukmateriaal. De toevoer van snijolie en de afvoer van de spanen geschiedt door de uitgespaarde groeven van de tap. Een set tappen bestaat in de regel uit: 3 tappen bij metrische schroefdraad, 2 tappen bij gasschroefdraad, 1 tap bij machinetappen. Er zijn tappen voor de algemeen toegepaste rechtsdraaiende schroefdraad, maar ook voor linksdraaiende schroefdraad.

## Gebruik
Het tappen van schroefdraad kan op twee manieren, namelijk:
- handmatig;
- machinaal.

Voor het handmatig tappen van metrische schroefdraad gebruikt men meestal een set bestaande uit drie tappen. Dit zijn een voorsnijder (1e tap), een midden-snijder (2e tap) en een na-snijder (3e tap). Door ze achter elkaar te gebruiken, maakt de derde de beoogde schroefdraad. De tapvolgorde wordt vaak aangegeven op de schacht door één, twee of drie ringen als merkteken. Er zijn tegenwoordig ook handtappen verkrijgbaar waarbij met één tap de volle schroefdraad wordt getapt.
1. Bij de eerst te gebruiken tap loopt het ondereind conisch toe, waardoor makkelijker een begin gemaakt kan worden, omdat de onderzijde niet meteen de volledige diepte van de draad hoeft te snijden. Deze eerste tap heeft ter onderscheid vaak één gegraveerde ring rond de bovenkant.
2. Bij de tweede tap loopt het ondereind minder conisch toe dan bij de eerste tap. Deze tweede tap heeft ter onderscheid vaak twee gegraveerde ringen rond de bovenkant.
3. De derde tap loopt niet conisch toe en snijdt de volle draad over de hele lengte. Deze tap is vaak voorzien van drie of geen ringen aan de bovenkant.

Voor het ronddraaien van de tap gebruikt men een wringijzer, deze wordt om het vierkante deel van de tap geplaatst. Een wringijzer dient altijd met twee handen gebruikt te worden omdat anders de tap kan afbreken. De grootte van het wringijzer dient aangepast te zijn aan de middellijn van de tap. Bij een kleine tap behoort dus een klein wringijzer. Is het wringijzer te groot, dan kan men niet meer voelen wat men doet, waardoor de tap zal breken. Bij kleine tappen kan men ook een tapkrukje gebruiken, het voordeel hiervan is dat men met één hand kan werken, bovendien zijn ze vaak voorzien van een ratelmechanisme zodat er ook getapt kan worden bij weinig ruimte.
Er dient opgelet te worden dat de tap haaks in het werkstuk wordt gedraaid, anders komt de schroefdraad scheef in het gat. Ook gaat het tappen steeds zwaarder en kan de tap afbreken. Tijdens het tappen dient snijolie te worden toegevoegd, zodat de tap langer scherp blijft, en de kwaliteit van de gesneden draad beter is. Na iedere halve slag snijden dient men de tap een kwartslag terug draaien om de spaan te breken. Wanneer de spaan te groot wordt kan hij vastklemmen tussen de tap en het werkstuk, ook hierdoor kan de tap breken. Bij het tappen in een blind gat kunnen de spanen er niet onderuit vallen. Men dient de tap er dan één of meerdere malen uit te draaien om de spanen te verwijderen, dit is mede afhankelijk van de schroefdraaddiepte.
Bij machinaal tappen wordt gebruikgemaakt van machinetappen die geplaatst worden in een speciale tapmachine of ook wel in een stationaire boormachine. Deze boormachine moet langzaam zowel rechts- als linksom kunnen draaien. Bij machinaal tappen wordt gebruikgemaakt van een enkele tap en geen set van drie tappen. Ook hier dient erop gelet te worden dat de tap haaks in het werkstuk wordt gedraaid en dat er altijd snijolie wordt gebruikt.
De diameter van het vooraf te boren gat is zeer belangrijk voor het verkrijgen van een goed gesneden binnendraad. Voor het tappen moet het geboorde gat kleiner zijn dan de buitendiameter van de tap.
In onderstaande tabel staan de boordiameters aangegeven van veel voorkomende metrische schroefdraad, voor staal en messing.
| Schroefdraad en spoed | Boordiameter in mm (staal) | Boordiameter in mm (messing) |
| --------------------- | -------------------------- | ---------------------------- |
| M3 × 0,5              | 2,5                        | 2,4                          |
| M4 × 0,7              | 3,3                        | 3,2                          |
| M5 × 0,8              | 4,2                        | 4,1                          |
| M6 × 1,0              | 5,0                        | 4,8                          |
| M8 × 1,25             | 6,8                        | 6,5                          |
| M10 × 1,5             | 8,5                        | 8,2                          |
| M12 × 1,75            | 10,25                      | 9,9                          |
| M16 × 2,0             | 14                         | 13,5                         |
|                       |                            |                              |